# Dąbrówka Wielkopolska
Dąbrówka Wielkopolska is een plaats in het Poolse district  Świebodziński, woiwodschap Lubusz. De plaats maakt deel uit van de gemeente Zbąszynek en telt 1300 inwoners.